# Paśnik (Dolina Wodącej)

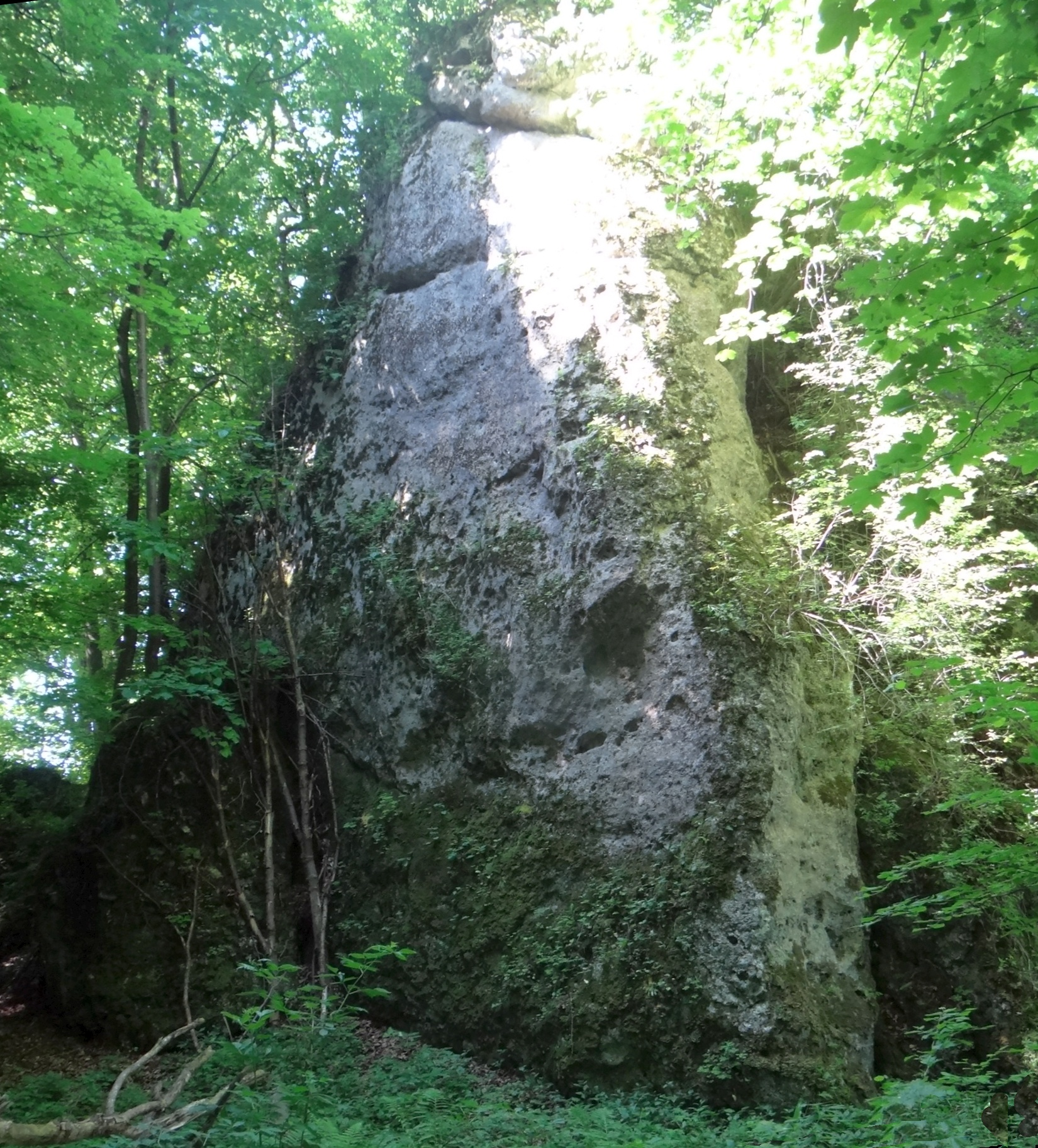

Paśnik – skała w grupie skał Smolenia i doliny Udorki, we wsi Złożeniec w województwie śląskim, w powiecie zawierciańskim, w gminie Pilica, na Wyżynie Częstochowskiej będącej częścią Wyżyny Krakowsko-Częstochowskiej. 
Skała Paśnik znajduje się w lesie na orograficznie prawym zboczu Doliny Wodącej, na wschodnich obrzeżach wsi Złożeniec, w niewielkiej odległości od ostatnich na południowy zachód zabudowań wsi Smoleń. Do skały najłatwiej można dojść od niewielkiego miejsca postojowego samochodów przy drodze od Zamku w Smoleniu w kierunku Zegarowych Skał, następnie niebieskim szlakiem turystycznym. Ze szlaku tego widoczna jest po lewej stronie niewielka skała. Za nią, w odległości około 200 m od ścieżki szlaku znajduje się w lesie skała Paśnik. 
Paśnik to zbudowana z twardych wapieni skalistych  skała o wysokości 16 m. Jest na niej pionowa ściana wspinaczkowa o wystawie północneo-wschodniej. W 2014 r. Grzegorz Rettinger jako pierwszy przeszdł na niej 4 drogi wspinaczkowe o trudności od VI do VI.4+ w skali Kurtyki. Wszystkie mają zamontowane stałe punkty asekuracyjne: ringi (r) i stanowiska zjazdowe (st). Popularność skały wśród wspinaczy jest niewielka. 
1. Kaziuał; 5r+ st, VI+
2. Simona bez balona; 4r+ st, VI.4
3. Harda pularda; 5r+ st, VI.1+
4. Brawura lemura; 5r +st[1].